# Яриніч Костянтин Володимирович
Костянтин Володимирович Яриніч (нар. 10 вересня 1970, Кіровоград,Україна)  — лікар та громадсько-політичний і державний діяч. Народний депутат України 8-го скликання.

## Біографія
У 1993 році закінчив Полтавський медичний інститут, факультет «Лікувальна справа». Головний лікар Кіровоградського обласного онкологічного диспансеру.

### Політична діяльність
Депутат Кіровоградської обласної ради, голова постійної комісії з питань охорони здоров'я, материнства та дитинства.
На виборах депутатів в Верховну Раду у 2014 році став народним депутатом України по виборчому округу № 99 (Кіровоградська область) від партії Блок Петра Порошенка.
- Член Комітету Верховної Ради України з питань охорони здоров'я
- Член Української частини міжпарламентської асамблеї Верховної Ради України, Сейму Литовської Республіки та Сейму і Сенату Республіки Польща
- Секретар групи з міжпарламентських зв'язків з Об'єднаними Арабськими Еміратами
- Член групи з міжпарламентських зв'язків з Канадою
- Член групи з міжпарламентських зв'язків з Сполученими Штатами Америки
- Член групи з міжпарламентських зв'язків з Японією
- Член групи з міжпарламентських зв'язків з Державою Кувейт
- Член групи з міжпарламентських зв'язків з Республікою Корея
- Член групи з міжпарламентських зв'язків з Австралією

## Звання та нагороди
- Заслужений лікар України[5].